# ベッツの法則
ベッツの法則（ベッツのほうそく、英: Betz' law）とは、ドイツのアルバート・ベッツによって導出された流体機械におけるエネルギー変換に関する法則。薄い羽根車状の回転機械を用いて、流体の運動エネルギーから取り出すことのできる最大のエネルギーに言及する。ただし流体の密度は一定であると仮定し、熱力学的なエネルギーの授受は考慮しない。
風力発電で使用されるような風車の設計の指標などに応用されている。
ベッツによる業績が一般的に知られており、最大効率となる値 16/27 = 59.3 %はベッツ係数と呼ばれるが、イギリスのフレデリック・ランチェスターも同様の結論を明らかにしている。

## 概要

面積S の羽根車（青）の十分遠方で速度v_{1} の流体が左から右へ向かい、羽根車を抜けた後に速度v_{2} に落ち着くとする。このとき羽根車での流体速度はv_{1} 、v_{2} の平均であるv_{avg} で表せる。

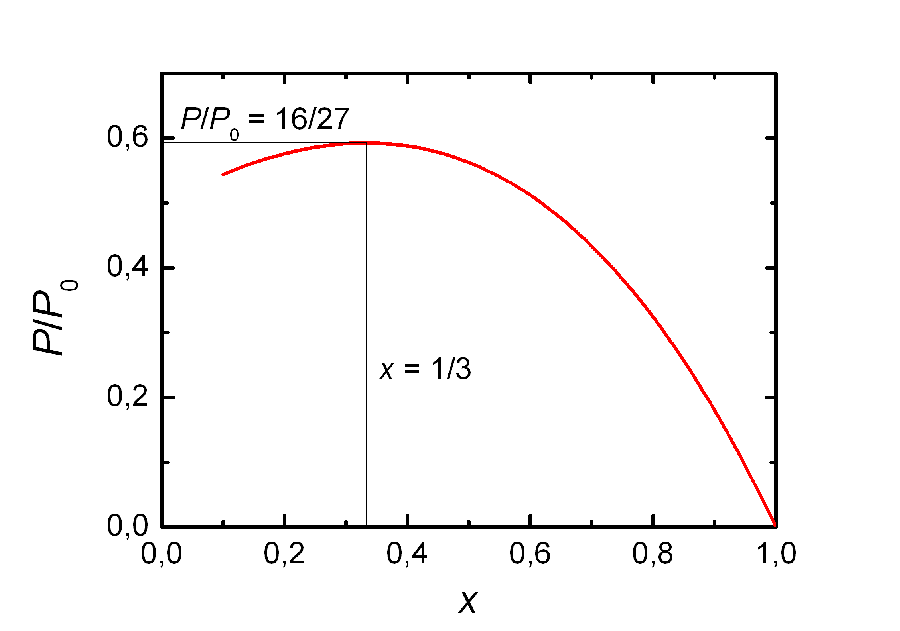
横軸x = v_{2} /v_{1} 、縦軸C_{p} = P /P_{0} としたときのグラフ。x = 1/3 で最大値 16/27 を取る。

まず途中に羽根車が設置されているチューブ状の流管を考え、はじめに速度v1 であった流体が羽根車を通過し仕事をすることによってその速度を減じ、一定速度v2 で遠方へ流れていくような状況を仮定する（v1 > v2 ）。羽根車は薄い円盤状で流管の断面全体を覆っており、その面積はS とする。また、圧力差は羽根車の回転面前後で局所的に生じているだけで両遠方では互いに等しいとする。
このとき羽根車を挟んで連続的に流体速度が変化するとし、また羽根車の前後で流体の密度ρや温度が変化しないと仮定するとちょうど羽根車の位置での流体速度はv1 とv2 の単純な平均となるので、それをvavg とすれば以下のように書ける。
{\displaystyle v_{\rm {avg}}={\frac {1}{2}}(v_{1}+v_{2})}
これより単位時間当りに羽根車を通過する質量流量{\displaystyle {\dot {m}}}は
{\displaystyle {\dot {m}}=\rho Sv_{\rm {avg}}={\frac {1}{2}}\rho S(v_{1}+v_{2})}
となる。この{\displaystyle {\dot {m}}}を用いると羽根車前後での単位時間当りの流体の運動エネルギー変化は以下のように書ける。
{\displaystyle {\begin{aligned}{\dot {E}}&={\frac {1}{2}}{\dot {m}}(v_{1}^{2}-v_{2}^{2})\\&={\frac {1}{4}}\rho S(v_{1}+v_{2})(v_{1}^{2}-v_{2}^{2})\\&={\frac {1}{4}}\rho Sv_{1}^{3}\left\{1-\left({\frac {v_{2}}{v_{1}}}\right)^{2}+\left({\frac {v_{2}}{v_{1}}}\right)-\left({\frac {v_{2}}{v_{1}}}\right)^{3}\right\}\end{aligned}}}
得られる{\displaystyle {\dot {E}}}は流体の仕事率に相当し、損失がなければ羽根車が受け取る動力と等しい（ここでこの仕事率{\displaystyle {\dot {E}}}をP と置き直す）。
ところでこの{\displaystyle {\dot {E}}} ( = P ) を(v2 /v1) で微分した関数はv2 /v1 = 1/3 で0を取ることが確かめられる。これより 0 < v2 /v1 < 1 の範囲でのP の最大値は
{\displaystyle P_{\rm {max}}={\frac {16}{27}}\cdot {\frac {1}{2}}\rho Sv_{1}^{3}}
と分かる。これがS およびv1 が決められたときに羽根車が流体から受け取りうる最大の仕事率である。
ところで断面積S を速度v1 で通過する流体の潜在的な（物理的には利用不可能な）全仕事率P0 は以下のように書ける。
{\displaystyle P_{0}={\frac {1}{2}}\rho Sv_{1}^{3}}
このP0 とP との比を変換効率Cp と定義すると、Cp の最大値は
{\displaystyle C_{p,\mathrm {max} }={\frac {P_{\mathrm {max} }}{P_{0}}}={\frac {16}{27}}=0.593}
となる。つまりこれは流体の運動エネルギーの59.3%を機械的なエネルギーとして取り出しうることを意味する。これがベッツの法則の帰結である。
ただし、実際は羽根車での損失や羽根車を通過しない流体の引きずりなどが伴うため、取り出しうるエネルギーの割合はもっと小さくなる。